# Kolsäcken

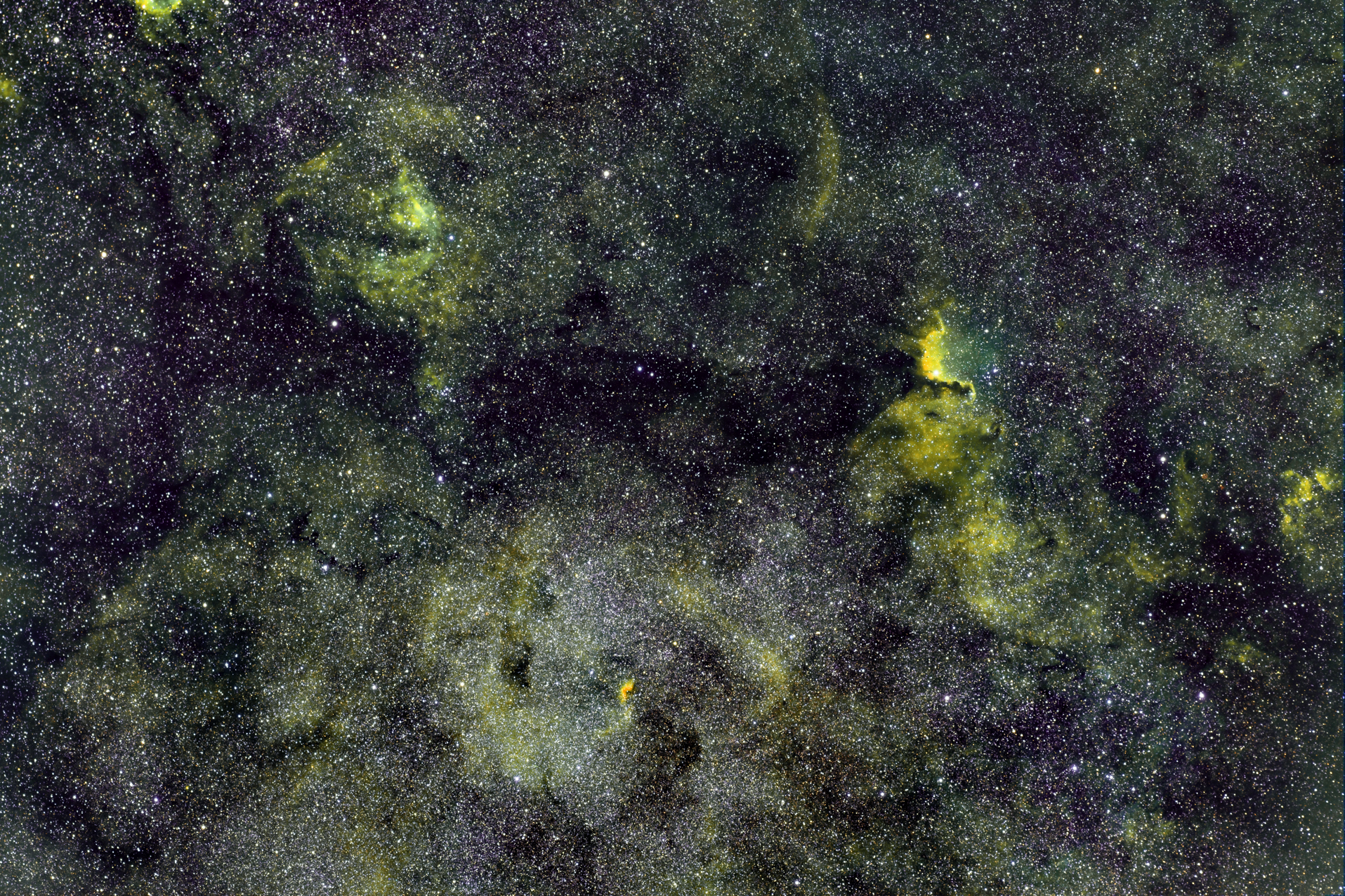
Kolsäcksnebulosan

Kolsäcken (Södra Kolsäcken, eller Kolsäcksnebulosan) är en mörk nebulosa, som är synlig för blotta ögat som en mörk fläck som skymmer en del av Vintergatan öster om Acrux (Alfa Crucis) i stjärnbilden Södra korset. Den är belägen ca 600 ljusår från solsystemet.

## Historik
Kolsäcken har varit känd så länge som mänsklig civilisation funnits. I Europa blev den känd 1499, då den spanske upptäcktsresanden Yáñez Pinzón rapporterade den första observationen av den.
Historiskt sett kallades alla andra mörka moln på natthimlen för kolsäcksnebulosan. Kolsäcksnebulosan ställdes i kontrast till den 1899 av Richard Hinckley Allen genom ge den namnet Norra Kolsäcksnebulosan.

## Allmän information
Kolsäcksnebulosan täcker en yta med ett omfång av nästan 7 x 5° och sträcker sig in i de närliggande stjärnbilderna Kentauren och Flugan. Den fick namnet "il Canopo fosco" (den mörka Canopus) av Amerigo Vespucci och kallades även "Macula Magellani" (Magellans fläck) eller "Svarta magellanska molnet" i motsats till de magellanska molnen.

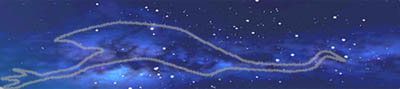
En avbildning av emu på himlen känd som weitj. Weitj på himlen är en hane, och man kan se dem vakta sina ägg. Under Makuru (den kallaste och regnigaste tiden på året, som infaller mellan juni och juli), vilket är en australisk aboriginsk stjärnbild som består av mörka moln snarare än stjärnor. Den europeiska stjärnbilden till höger är Södra korset, och till vänster är Skorpionen. Emuns huvud är Kolsäcken.

Inom australisk aboriginsk astronomi bildar Kolsäcken emuens huvud på himlen i flera aboriginska kulturer. Bland Wardaman-folket sägs det vara huvudet och axlarna på en lagman som övervakar folket för att säkerställa att de inte bryter mot traditionell lag. Enligt en legend av W. E. Harney kallas denna varelse Utdjungon och endast efterlevnad av stammens lagar av överlevande stammedlemmar kan hindra honom från att förstöra världen med en brinnande stjärna. Det finns också en referens av Gaiarbau (1880) angående kolsäckarna som replikerar boraringar på jorden. Dessa astronomiska platser gjorde det möjligt för andarna att fortsätta ceremonier liknande deras mänskliga motsvarigheter på jorden. Eftersom boramarker vanligtvis är belägna på kompasspunkterna nord-syd, indikerar den södra kolsäcken den ceremoniella ringen.
I Inka-astronomi kallades denna nebulosa Yutu, efter en rapphönsliknande sydamerikansk fågel, eller Tinamou.